# Phialopecten
Phialopecten is een uitgestorven geslacht van tweekleppigen uit de  familie van de Pectinidae (mantelschelpen). 

## Soorten
- Phialopecten marwicki (Beu, 1970) †
- Phialopecten thomsoni Marwick, 1965 †
- Phialopecten tolagaensis (Marwick, 1931) †
- Phialopecten triphooki (Zittel, 1865) †